# Sphenometopa licenti
Sphenometopa licenti är en tvåvingeart som först beskrevs av Seguy 1964.  Sphenometopa licenti ingår i släktet Sphenometopa och familjen köttflugor. Inga underarter finns listade i Catalogue of Life.